# Claerwen Reservoir
Claerwen Reservoir är en reservoar i Storbritannien.   Den ligger i riksdelen Wales, i den södra delen av landet, 260 km väster om huvudstaden London. Claerwen Reservoir ligger 418 meter över havet.  Trakten runt Claerwen Reservoir består i huvudsak av gräsmarker.